# Kuivinen Ridge
Kuivinen Ridge ist ein südwest-nordöstlich ausgerichteter Bergkamm im ostantarktischen Viktorialand. In der Saint Johns Range ragt er zwischen einem noch unbenannten Gletscher und dem Ringer-Gletscher auf. Höchste Erhebung ist mit 1750 m der Lanyon Peak.
Das Advisory Committee on Antarctic Names benannte den Bergkamm 2005 nach dem Eisbohrkernspezialisten Karl C. Kuivinen von der University of Nebraska-Lincoln, der zwischen 1968 und 2000 häufig in leitender Funktion an Eisbohrungsprojekten in der Antarktis und von 1974 bis 1999 zusätzlich an solchen in Grönland und Alaska beteiligt war.